# 實學
實學是始於明末清初的一個儒家學派。這個學派主張「經世致用」，認為學問必須有益於國事，實學學派的儒者反對程朱理學和陸王心學，認為這些學術空泛而且無用。
實學學派的前身為明代的東林黨，代表人物為顧炎武、黃宗羲、王夫之等人。到了清代，實學開始盛行，發展出乾嘉學派等分支。而在朝鲜王朝，也非常盛行實學，其代表人物為金堉、李瀷、朴趾源、丁若鏞等。清代末期又出現經世實學，主張研究和重視西方科學。